# پارسونز برینکرهاف
پارسونز برینکرهاف (به انگلیسی: Parsons Brinckerhoff) یک شرکت مهندسین مشاور آمریکایی و چند ملیتی با حدود ۱۴۰۰۰ کارمند است. دفتر مرکزی این شرکت در نیویورک سیتی ایالت متحده آمریکا قرار دارد.
زمینه فعالیت این شرکت مشاوره مهندسی استراتژیک، برنامه ریزی، مدیریت پروژه، و برنامه‌ریزی سازه‌های زیر بنائی و اجتماعی می‌باشد.
این شرکت در ساله ۲۰۱۳ به عنوان دهمین شرکت بزرگ طراحی مهندسی آمریکایی انتخاب شد. در سال ۲۰۱۴ شرکت پارسونز برینکرهاف توسط شرکت کانادایی دبلیو اس پی خریداری شد و اکنون در حال فعالیت به عنوان زیرمجموعه مستقل شرکت دبلیو اس پی میباشد. شرکت دبلیو اس پی در حال حاضر یکی از بزرگترین شرکتهای خدمات مهندسی مشاور در دنیا است.